# 우슬실내육상경기장
우슬실내육상경기장(牛膝室內陸上競技場, Useul Track Ground)은 대한민국 전라남도 해남군에 있는 스포츠 시설이다. 우레탄 트랙이 갖춰진 경기장이며, 2018년 1월에 준공되었다.

## 참고 문헌
- “우슬실내육상경기장”. 해남군스포츠사업단.
- 《2019년 전국 공공체육시설 현황 (2018년말 기준)》. 대한민국 문화체육관광부. 2020.
- 《2023 전국 공공체육시설 현황 (2022년 12월말 기준)》. 대한민국 문화체육관광부. 2024.

## 같이 보기
- 우슬체육공원
- 우슬경기장
- 우슬체육공원 보조경기장